# Bayley (wrestler)
Pamela Rose Martinez, meglio conosciuta con il ring name Bayley (San Jose, 15 giugno 1989), è una wrestler statunitense sotto contratto con la WWE.
Ha detenuto una volta l'NXT Women's Championship, due volte il WWE Women's Championship, tre volte lo SmackDown Women's Championship e due volte il Women's Tag Team Championship, diventando la prima Women's Grand Slam Champion e Triple Crown Champion. Ha anche vinto l'edizione 2019 del Money in the Bank e l'edizione 2024 del Women's royal rumble match. 
Bayley ha preso parte a numerosi momenti storici del wrestling femminile. Assieme a Sasha Banks, è stata la prima donna a partecipare al main event di un Premium Live Event WWE e a competere in un 30-min iron woman match. Con Bianca Belair, è anche la prima donna a competere in un ladder match nella storia del main roster. È la prima e unica donna ad aver partecipato a tutti i principali cage match, ovvero hell in a cell, steel cage match, elimination chamber e WarGames.
Nel 2020 è stata classificata al primo posto su Pro Wrestling Illustrated, ed eletta Women's Wrestling MVP dal Wrestling Observer Newsletter.

## Carriera

### Circuito indipendente (2008–2012)
Fan della Big Time Wrestling sin dall'età di undici anni, nell'aprile 2008 Martinez debutta nel wrestling come lottatrice all'età di diciotto anni, dopo essersi allenata con Jason Styles. Combatte il primo match professionale nel settembre 2008. In questo periodo lotta con il ring name Davina Rose. Resta nella Big Time Wrestling dal 2008 al 2012. Dopo alcune esperienze in altre promozioni come Championship Wrestling from Hollywood, Pro Wrestling Destination e Shine Wrestling, nell'ottobre 2010 conosce la sua mentore Serena quando lottano insieme in un tag team match. Nell'ottobre 2011, Rose esordisce nella Shimmer Women Athletes dove ha un feud (insieme a Serena) con le Canadian Ninjas (Portia Perez & Nicole Matthews).

### WWE (2012–presente)

#### NXT(2012–2015)

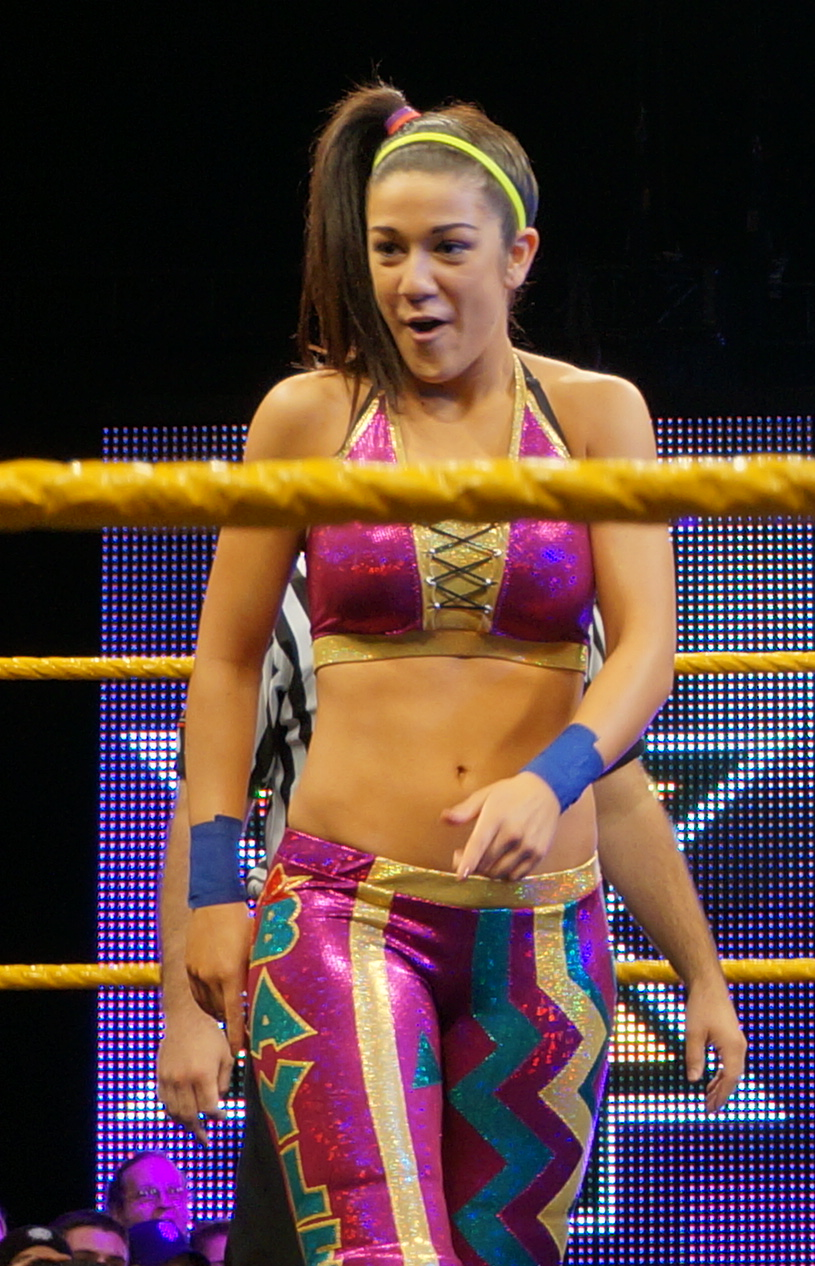
Bayley nel 2014

Nel dicembre 2012, Pamela Martinez firma un contratto con la WWE e viene mandata nel settore di sviluppo NXT. Il 24 gennaio 2013, fa il suo debutto in un house show di NXT come Davina Rose, dove in coppia con Paige e Charlotte, vince contro Audrey Marie, Summer Rae e Emma, ottenendo così la sua prima vittoria. Poco dopo adotta il ring name Bayley. Il 21 agosto sfida senza successo AJ Lee per il Divas Championship. In seguito Bayley, in coppia con Charlotte, sconfigge Alicia Fox & Aksana il 4 settembre. Con disappunto di Charlotte, le BFFs—Beautiful, Fierce Females (Sasha Banks & Summer Rae), cercano di convincere Bayley a unirsi a loro, ma questo fatto porta Charlotte ad aggredire Bayley durante il loro match contro le BFFs il 13 novembre. Cercando vendetta, Bayley sconfigge Sasha Banks diventando la sfidante numero uno al titolo NXT Women's Championship detenuto da Charlotte, ma viene da questa sconfitta a NXT TakeOver: Fatal 4-Way, e nel rematch che segue del 2 ottobre.

#### NXT Women's Championship (2015–2016)
Nel marzo 2015 Bayley comincia un feud con Emma che l'aveva criticata per il suo aspetto fisico dichiarando che le avrebbe precluso la possibilità di conquistare l'NXT Women's Championship. L'episodio porta a un match tra le due, vinto da Bayley.
Dopo aver sconfitto Charlotte, nell'agosto 2015 Bayley batte anche Becky Lynch e diventa la prima contendente al titolo NXT Women's Championship. Al ppv NXT TakeOver: Brooklyn, Bayley sconfigge Sasha Banks e vince il titolo NXT Women's Championship per la prima volta. Il rematch tra le due si disputa nel main event di NXT TakeOver: Respect nel primo 30-minute Iron Man match femminile in assoluto della storia della WWE, dove Bayley sconfigge Banks per tre schienamenti a due. Durante il suo regno da campionessa, Bayley difende la cintura dagli attacchi di Alexa Bliss, Eva Marie, Nia Jax e Carmella.
Il 16 marzo 2016 a NXT, dopo che Bayley e Asuka vinsero un tag team match, il general manager William Regal annuncia che Bayley dovrà difendere il suo titolo contro Asuka al ppv NXT TakeOver: Dallas. All'evento Bayley perde la cintura in favore di Asuka, dopo un regno di 223 giorni. Dopo una breve pausa lontana dal ring, il 27 luglio Bayley chiede a Regal un rematch con Asuka per il titolo a NXT TakeOver: Brooklyn II, e il general manager glielo concede. Due settimane dopo, avviene la firma del contratto tra le due donne per il match. All'evento il 20 agosto, Bayley non riesce a riconquistare la cintura, venendo sconfitta da Asuka in quello che sarà il suo ultimo incontro in NXT.

#### Raw Women's Championship (2016–2017)

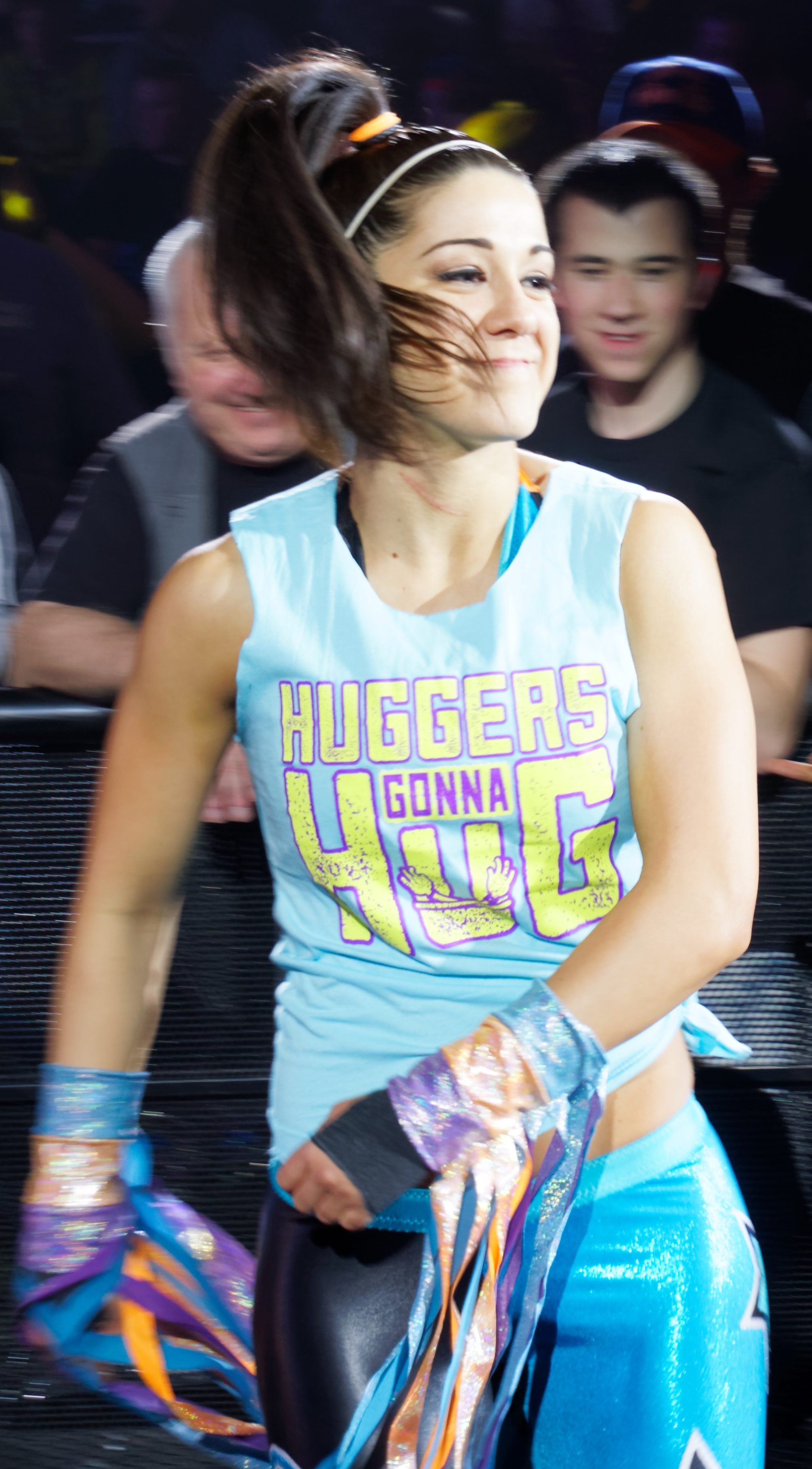
Bayley nel 2017

Dopo essere apparsa a Battleground, in coppia con Sasha Banks, nella puntata di Raw del 22 agosto, successiva a SummerSlam, Bayley ha fatto il suo esordio ufficiale nel roster dello show rosso come face nella puntata del 22 agosto sconfiggendo Dana Brooke. Il 29 agosto, a Raw, Bayley, Big E e Kofi Kingston del New Day sconfiggono Dana Brooke, Karl Anderson e Luke Gallows in un Mixed Tag Team match. Nella puntata di Raw del 5 settembre, ottiene la sua prima vittoria importante sconfiggendo la Raw Women's Champion Charlotte in un match non titolato. Il 12 settembre a Raw partecipa ad un triple threat match che comprende anche Sasha Banks e Dana Brooke con in palio l'opportunità di sfidare Charlotte a Clash of Champions per il Raw Women's Championship, ma è Sasha Banks a vincere l'incontro. Nella puntata di Raw del 19 settembre, tuttavia, è stato annunciato che Bayley parteciperà al match tra Charlotte e Sasha Banks con in palio il Raw Women's Championship, rendendolo di fatto un triple threat match a causa del doppio schienamento avvenuto tra lei e Sasha durante il match della settimana precedente. Il 25 settembre a Clash of Champions, Bayley ha partecipa a un Triple Threat match con in palio il Raw Women's Championship che include anche Sasha Banks e la campionessa Charlotte ma è quest'ultima a vincere l'incontro, mantenendo il titolo. Il 30 ottobre a Hell in a Cell, Bayley sconfigge Dana Brooke. Il 20 novembre, a Survivor Series, Bayley ha preso parte al 5-on-5 Traditional Survivor Series Women's Elimination match come parte del "Team Raw" contro il "Team SmackDown", risultando l'unica sopravvissuta, insieme a Charlotte, e autrice di un'eliminazione (l'ultima ai danni della SmackDown Women's Champion Becky Lynch), con la conseguente vittoria del suo team. Il giorno dopo a Raw, in coppia con Sasha Banks, sconfigge Charlotte e Nia Jax. Nella puntata di Raw del 9 gennaio, Bayley e Sasha Banks sono state sconfitte da Charlotte e Nia Jax, anche se quest'ultime, poche ore prima del match, hanno attaccato Bayley e Sasha Banks (già infortunata alla gamba) durante una conversazione nel backstage. Il 29 gennaio, alla Royal Rumble, Bayley non è riuscita a conquistare il Raw Women's Championship contro Charlotte.
Nella puntata di Raw del 13 febbraio Bayley, nonostante l'interferenza di Dana Brooke e grazie all'aiuto di Sasha Banks, sconfigge Charlotte Flair diventando per la prima volta Raw Women's Champion. Il 5 marzo, a Fastlane, Bayley ha difeso con successo il titolo contro Charlotte Flair, grazie all'intervento di Sasha. Nella puntata di Raw del 6 marzo, costretta da Stephanie McMahon, Bayley ha dovuto affrontare Sasha Banks venendo sconfitta; in questo modo Sasha si è guadagnata un posto nel match per il Raw Women's Championship tra Bayley e Charlotte Flair a WrestleMania 33. Nella puntata di Raw del 20 marzo, Bayley è stata sconfitta da Nia Jax in un No Disqualification match non titolato; in questo modo la Jax ha ottenuto il diritto di inserirsi nel match di WrestleMania 33 per il Raw Women's Championship. Il 2 aprile, a WrestleMania 33, Bayley ha difeso con successo il titolo in un Fatal 4-Way Elimination match che includeva anche Charlotte Flair, Nia Jax e Sasha Banks eliminando per ultima la Flair. Il 30 aprile a Payback, Bayley perde il Raw Women's Championship a favore di Alexa Bliss dopo 76 giorni di regno.

#### Alleanza con Sasha Banks (2018–2019)

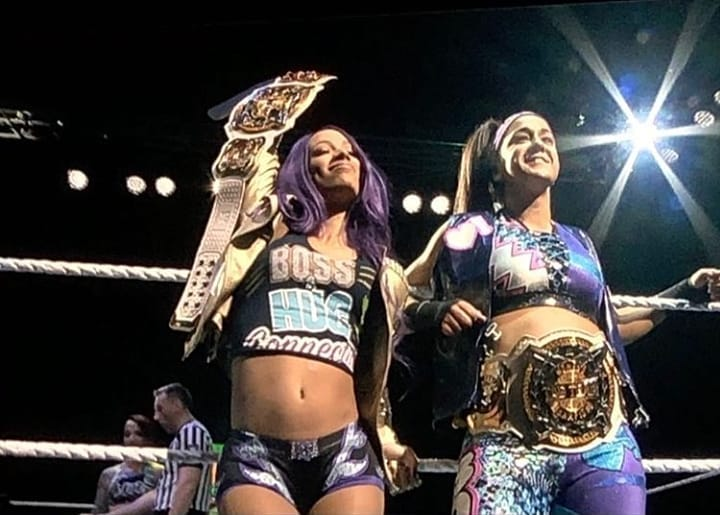
Sasha Banks & Bayley

Nella puntata di Raw del 25 giugno Bayley, Ember Moon e Sasha Banks vengono sconfitte dalla Riott Squad (Liv Morgan, Ruby Riott e Sarah Logan); nel post match, Bayley attacca brutalmente Sasha, ma nel backstage le due si riconciliano. Nella puntata di Raw del 23 luglio, Bayley & Sasha Banks sconfiggono le jobber Karen Lundy & Samantha Simon, formando un'alleanza chiamata The Boss 'n' Hug Connection. Il 2 ottobre, Bayley prende parte alla seconda edizione del Mixed Match Challenge in coppia con Finn Bálor, battendo nel primo match Alicia Fox e Jinder Mahal. Nella puntata di Raw dell'8 ottobre, Bayley e Finn Balor sconfiggono Alicia Fox e Jinder Mahal. Il 9 ottobre, al Mixed Match Challenge, Bayley e Balor vengono sconfitti da Ember Moon e Braun Strowman. Il 23 ottobre, al Mixed Match Challenge, Bayley e Balor battono Natalya e Bobby Roode. Il 6 novembre, al Mixed Match Challenge, Bayley e Balor vengono sconfitti da Mickie James e Bobby Lashley, qualificandosi ugualmente per i play-off. Nella puntata di Raw del 12 novembre, Bayley e Sasha Banks si sfidano per l'ultimo posto rimanente per il "Team Raw" alle Survivor Series, ma vengono entrambe attaccate da Nia Jax, Tamina e Mickie James, terminando il match in no-contest; a fine match Alexa rivela che l'ultimo membro sarà Ruby Riott. Il 18 novembre, alle Survivor Series, Bayley e Sasha Banks sostituiscono Ruby Riott e Natalya poiché le due si erano attaccate precedentemente nel backstage, prendendo parte al 5-on-5 Traditional Survivor Series Women's Elimination match contro il "Team SmackDown", ma viene eliminata insieme a Sonya Deville per count-out; tuttavia, il "Team Raw" conquista la vittoria. Il 27 novembre al Mixed Match Challenge, Bayley e Balor sconfiggono Mickie James e Bobby Lashley, avanzando in semifinale. L'11 dicembre Bayley e Apollo Crews, che sostituisce Finn Balor per infortunio, vengono sconfitti da Alicia Fox e Jinder Mahal in semifinale. Il 27 gennaio alla Royal Rumble, Bayley entra con il numero 27; elimina Rhea Ripley, Ruby Riott e Alexa Bliss (insieme a Carmella), ma dopo 14 minuti viene eliminata da Nia Jax e Charlotte Flair.
Il 17 febbraio, a Elimination Chamber, Bayley & Sasha Banks sconfiggono Carmella & Naomi (SmackDown), The IIconics (Billie Kay & Peyton Royce) (SmackDown), Mandy Rose & Sonya Deville (SmackDown), Nia Jax & Tamina (Raw) e la Riott Squad (Liv Morgan & Sarah Logan) (Raw) nell'Elimination Chamber match diventando le prime detentrici dei Women's Tag Team Championship. Il 10 marzo, a Fastlane Bayley & Sasha difendono con successo i titoli contro Nia Jax & Tamina. Il 7 aprile al ppv WrestleMania 35, Bayley & Sasha perdono i titoli contro le IIconics in un Fatal 4-Way Tag Team match che includeva anche le Divas of Doom (Beth Phoenix & Natalya) e Nia Jax & Tamina, dopo 49 giorni di regno.

#### SmackDown Women's Championship e varie faide (2019–2021)

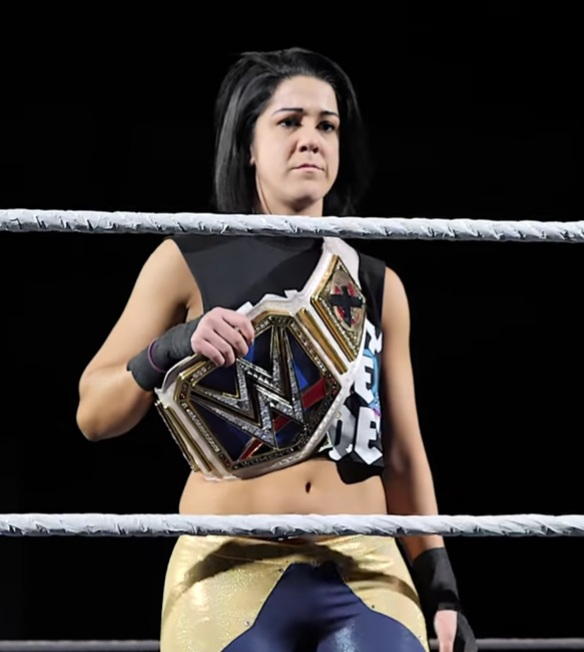
Bayley come SmackDown Women's Champion nel 2019

Con lo Shake-up del 16 aprile Bayley è stata trasferita nel roster di SmackDown, segnando di fatto lo scioglimento del team con Sasha Banks; quella stessa sera Bayley, Asuka, Ember Moon e Kairi Sane hanno sconfitto le IIconics (Billie Kay e Peyton Royce), Mandy Rose e Sonya Deville. Nella puntata di SmackDown del 23 aprile, Bayley ha affrontato Charlotte Flair per determinare la prima sfidante al titolo SmackDown Women's Championship di Becky Lynch, ma è stata sconfitta. Nella puntata di SmackDown del 30 aprile Bayley è stata sconfitta dalla Raw e SmackDown Women's Champion Becky Lynch in un match non titolato.
All'evento The Shield's Final Chapter, in coppia con Ember Moon sconfigge The Riott Squad. Il 19 maggio a Money in the Bank, Bayley vince il Money in the Bank ladder match, garantendosi l'opportunità di sfidare la campionessa per il titolo in qualsiasi momento. Più tardi quella stessa sera, "incassa" la valigetta e sconfigge Charlotte Flair vincendo lo SmackDown Women's Championship per la prima volta. Tra giugno e luglio, Bayley ha un feud con Alexa Bliss e Nikki Cross. A SummerSlam, difende con successo il titolo contro Ember Moon.
Il 2 settembre a Raw, Bayley effettua un turn heel, per la prima volta nella sua carriera in WWE, aiutando Sasha Banks nel suo assalto a Becky Lynch. La sera seguente a SmackDown Live, Bayley giustifica il suo attacco sulla Lynch, spiegando che stava solo aiutando la Banks in virtù della loro amicizia. Bayley difende con successo la cintura contro Charlotte Flair a Clash of Champions, ma la perde a Hell in a Cell sempre contro la Flair, ponendo fine a un regno da campionessa durato 140 giorni. Nella puntata di SmackDown dell'11 ottobre, Bayley debutta con un nuovo look, essendosi tagliata la coda di cavallo, e riconquista il titolo sconfiggendo Charlotte Flair. Con una nuova musica d'ingresso e una nuova attitudine (ora insulta i fan mentre sale sul ring), ribadisce la sua amicizia con Sasha Banks.
Alle annuali Survivor Series, Bayley affronta le campionesse Raw Women's Becky Lynch e NXT Women's Shayna Baszler in un non-title triple threat match per stabilire chi fosse la migliore campionessa; il match viene vinto dalla Baszler. Nella puntata del 29 novembre di SmackDown, comincia un nuovo feud con Lacey Evans. Alla Royal Rumble del 26 gennaio 2020, difende con successo il titolo contro Lacey Evans. Successivamente Bayley si vanta di avere battuto ogni lottatrice del roster, ma viene interrotta da Naomi, che le ricorda di non essere mai stata sconfitta da lei. A Super ShowDown, Bayley sconfigge Naomi e mantiene il titolo. A WrestleMania 36 difende la cintura nel corso di un fatal 5-way elimination match che includeva anche Sasha Banks, Naomi, Lacey Evans e Tamina. Bayley elimina per ultima la Evans. A Money in the Bank, Bayley sconfigge Tamina grazie a un'interferenza da parte di Sasha Banks.
Il 5 giugno a SmackDown, Bayley & Banks sconfiggono Alexa Bliss & Nikki Cross vincendo il Women's Tag Team Championship per la seconda volta. Al pay-per-view Backlash Bayley & Banks difendono le cinture in un triple threat tag team match contro Bliss, Cross e The IIconics. Dopo due difese del titolo SmackDown Women's Championship contro Nikki Cross, Bayley sconfigge anche Asuka a SummerSlam. La settimana seguente a Payback, Bayley & Banks vengono sconfitte da Nia Jax & Shayna Baszler, perdendo le cinture di coppia. A SmackDown del 4 settembre, dopo che Bayley & Banks hanno perso il rematch con Jax & Baszler, Bayley tradisce Banks attaccandola in mezzo al ring, decretando la fine del tag team. Al ppv Hell in a Cell si ha la resa dei conti tra le due, con Sasha Banks che vince il titolo sconfiggendo Bayley per sottomissione, ponendo fine al suo regno durato 380 giorni.
Il 9 luglio 2021, mentre si allenava al Performence Center per la puntata di SmackDown della sera stessa, Bayley ha riportato un brutto infortunio al legamento crociato anteriore che la costringe a uno stop di 9 mesi.

#### Damage CTRL (2022–2024)
Il 30 luglio, a SummerSlam, Bayley fece il suo ritorno assieme a Dakota Kai e Iyo Sky al termine dell'incontro valevole per il Raw Women's Championship vinto dalla campionessa Bianca Belair contro Becky Lynch. Bayley combatté il suo primo match dopo più di un anno sconfiggendo Aliyah nella puntata di Raw del 22 agosto. Il 3 settembre, a Clash at the Castle, le Damage CTRL prevalsero su Alexa Bliss, Asuka e Bianca Belair. L'8 ottobre, ad Extreme Rules, Bayley affrontò Bianca Belair per il Raw Women's Championship in un ladder match ma venne sconfitta. Ciò si ripeté anche il 5 novembre, a Crown Jewel, quando Bianca prevalse nuovamente in last woman standing match. Il 26 novembre, a Survivor Series WarGames, le Damage CTRL, Nikki Cross e Rhea Ripley vennero sconfitte da Alexa Bliss, Asuka, Becky Lynch, Bianca Belair e Mia Yim in un WarGames match. Il 28 gennaio, alla Royal Rumble, partecipò all'omonimo incontro femminile entrando col numero 6 ma venne eliminata da Liv Morgan. Il 1º aprile, a WrestleMania 39, le Damage CTRL vennero sconfitte da Becky Lynch, Lita e Trish Stratus.
Il 28 aprile 2023, per effetto del Draft, le Damage CTRL passarono al roster di SmackDown. Nella puntata di SmackDown del 12 maggio Dakota e Bayley affrontarono Liv Morgan e Raquel Rodriguez per il Women's Tag Team Championship ma vennero sconfitte. Il 1º luglio, a Money in the Bank, partecipò all'omonimo incontro femminile che comprendeva anche Becky Lynch, Iyo Sky, Trish Stratus, Zelina Vega e Zoey Stark ma il match venne vinto da Sky.

#### Women's Champion (2024–presente)
Il 27 gennaio a Royal Rumble, vinse l'omonimo incontro entrando col numero 3 ed eliminando per ultima Liv Morgan, registrando una permanenza totale sul ring di 1:03:03, stabilendo un  nuovo record per il women's royal rumble match. Nella puntata di SmackDown del 2 febbraio ebbe un confronto con le sue compagne di team Iyo Sky, Dakota Kai, Asuka e Kairi Sane affermando di voler sfidare Sky per il Women's Championship a WrestleMania XL. Il 7 aprile, all'evento riuscì a strappare il titolo a Sky. Il 4 maggio a Backlash France, nella sua prima difesa titolata, sconfisse Naomi e Tiffany Stratton in un triple threat match. A Clash at the Castle: Scotland difende con successo la cintura contro Piper Niven. A SummerSlam, il 3 agosto, perse la cintura contro Nia Jax. Nella puntata di SmackDown del 27 settembre, grazie alla vittoria su Naomi ottiene un match contro Nia Jax valido per il WWE Women's Championship. Il match per il titolo avviene a Bad Blood, ma non riesce a riconquistare la cintura.
Bayley, tra novembre e dicembre ha preso parte al torneo per decretare la prima WWE Women's United States Championship, la Role Model ha sconfitto al primo turno Candice LeRae e B-Fab.  Il 30 novembre a Survivor Series: WarGames, Rhea Ripley, Bianca Belair, Bayley, Iyo Sky e Naomi hanno sconfitto Liv Morgan, Raquel Rodriguez, Nia Jax, Tiffany Stratton e Candice LeRae in un WarGames match. Nella puntata di SmackDown del 13 dicembre, perde nella semifinale contro Chelsea Green.
Insieme a Lyra Valkyria ha conquistato un match titolato a WrestleMania 41 per i WWE Women's Tag Team Championship di Raquel Rodriguez e Liv Morgan. Ma il giorno precedente al evento Bayley viene attaccata nel backstage e al suo posto lotta Becky Lynch. Due settimane dopo "The Man" rivela di essere stata lei ad infortunare Bayley.

## Personaggio

### Mosse finali
- Come Bayley

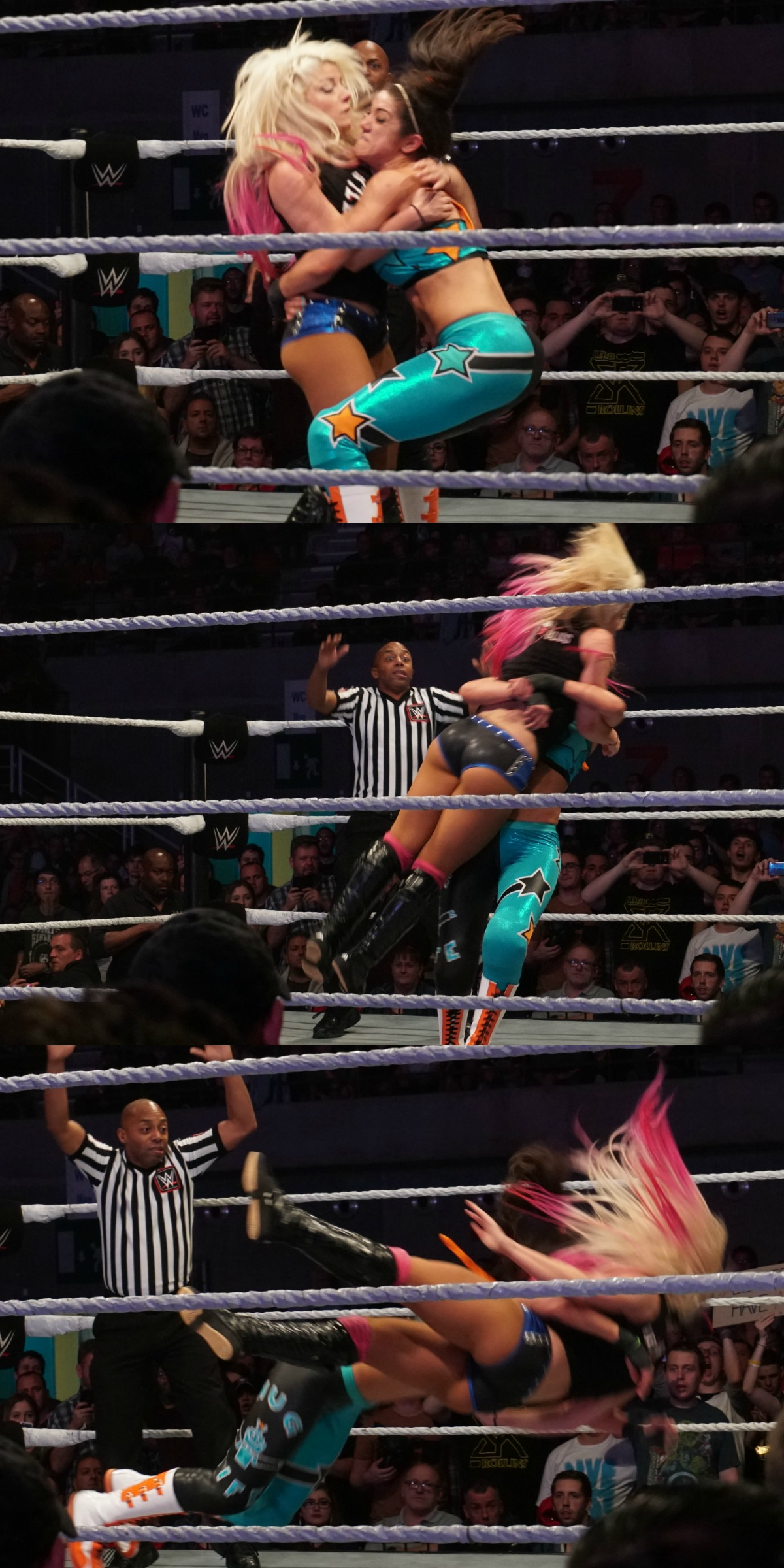
Bayley mentre esegue un Belly-to-Bayley su Alexa Bliss

  - Bayley Elbow Drop (Diving elbow drop) – dal 2017
  - Bayley to Belly / Hugh-plex (Belly-to-belly suplex) – 2015–2019
  - Rose Plant (Armbar trap headlock driver) – dal 2019
  - Scissored armbar – 2015

- Come Davina Rose
  - Running facebuster

### Soprannomi
- "Bayley Dos Straps"
- "Everyone's Favorite Hugger"
- "The Huggable One"
- "Ms. Money in the Bank"
- "The Role Model"

## Titoli e riconoscimenti
- Pro Wrestling Illustrated

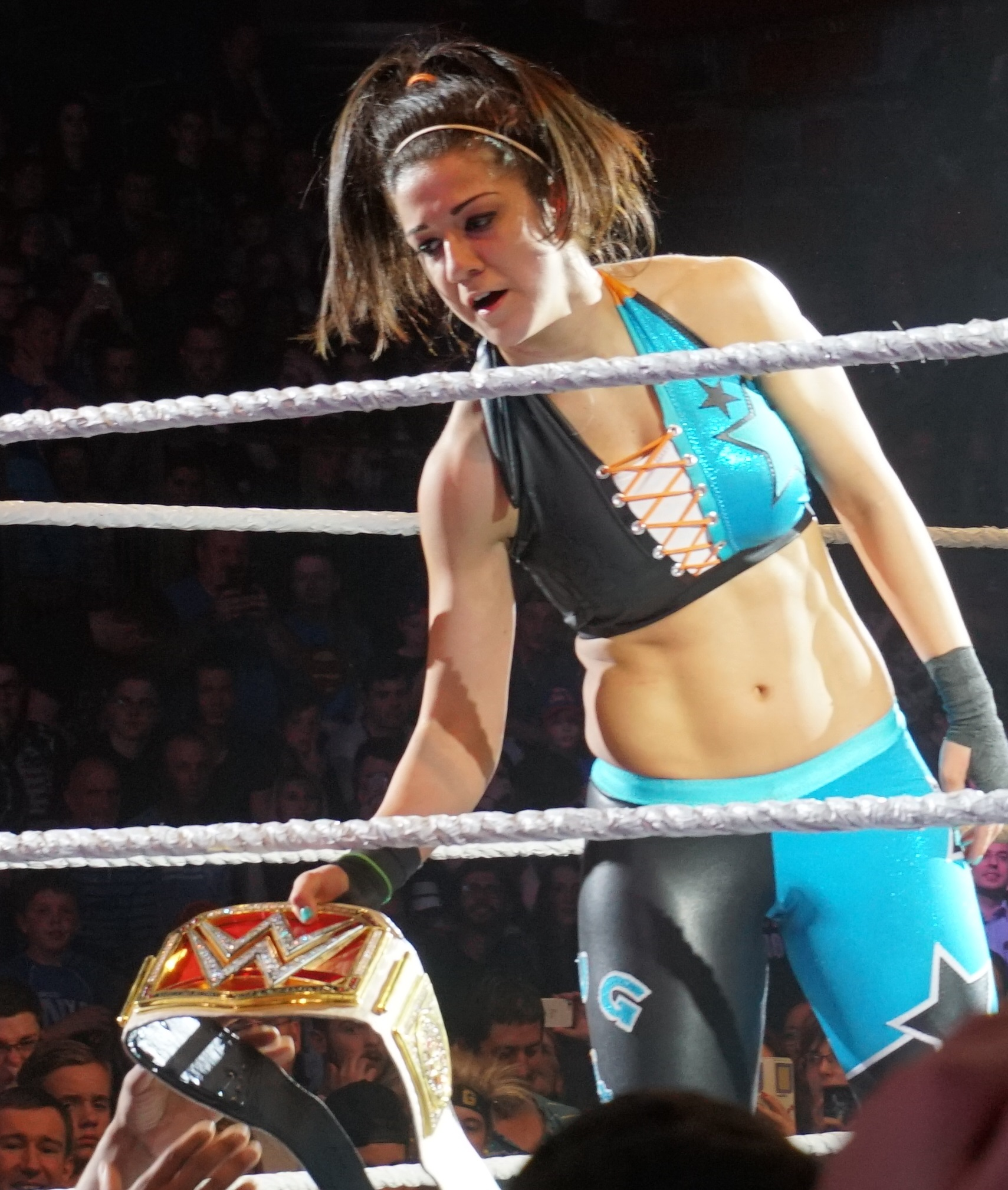
Bayley con il Raw Women's Championship, titolo che ha detenuto due volte

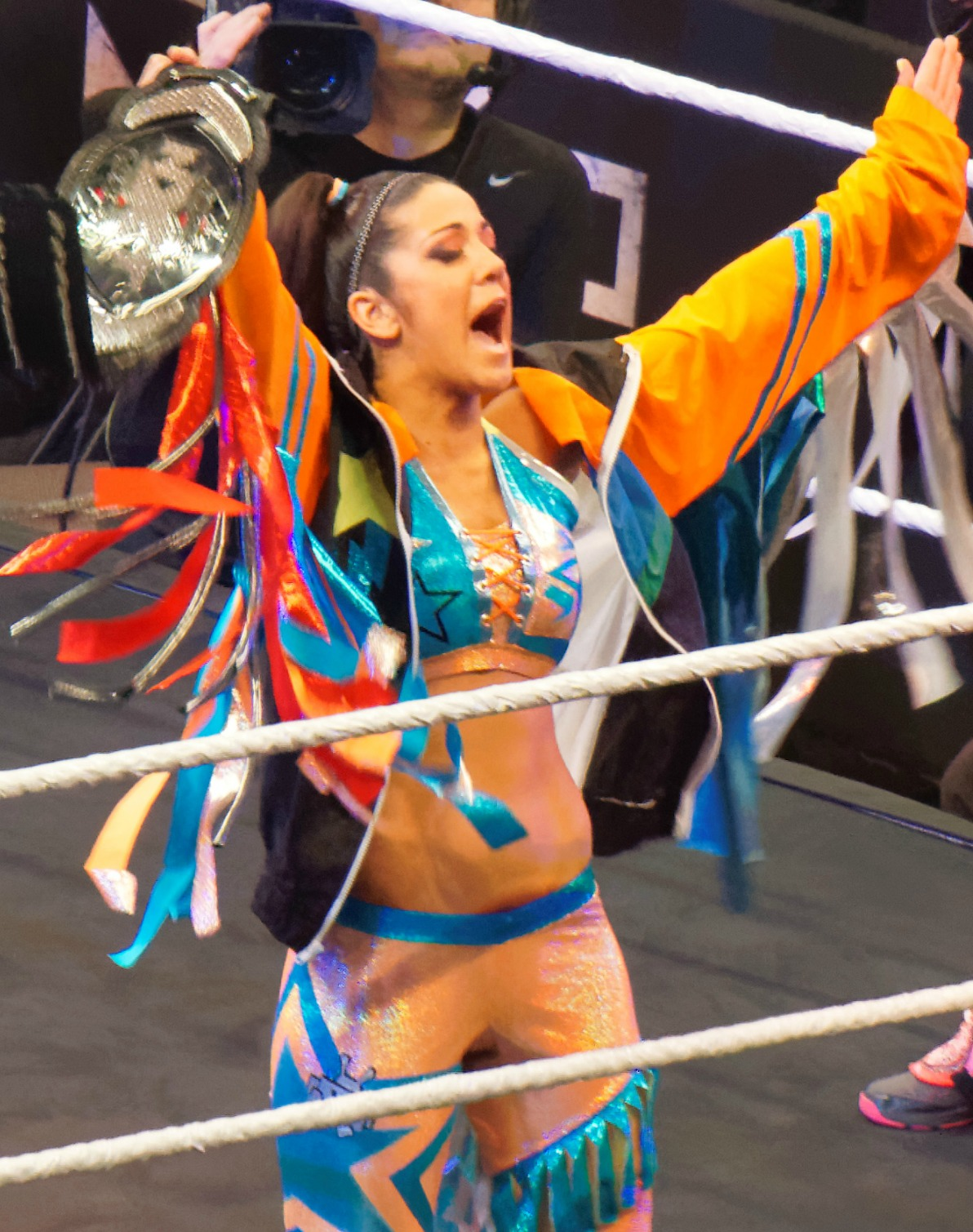
Bayley con l'NXT Women's Championship, titolo che ha detenuto una volta con 223 giorni di regno

  - Inspirational Wrestler of the Year (2015, 2016)
  - Match of the Year (2015) - vs. Sasha Banks a NXT TakeOver: Respect
  - 1ª tra le 250 migliori wrestler femminili nella PWI Women's 100 (2020)[81]
  - 3ª tra i 50 migliori tag team nella PWI Tag Team 50 (2020) - con Sasha Banks
- Rolling Stone
  - NXT Match of the Year (2015) - vs. Sasha Banks a NXT TakeOver: Brooklyn
  - NXT Feud of the Year (2015) - vs. Sasha Banks
- Sports Illustrated
  - 8ª tra le 50 migliori 30 wrestler femminili (2019) - condiviso con Sasha Banks
- WWE
  - WWE SmackDown Women's Championship (2)
  - WWE Women's Championship (2)[82]
  - WWE Women's Tag Team Championship (2) – con Sasha Banks
  - NXT Women's Championship (1)
  - Women's Money in the Bank (edizione 2019)
  - Women's Royal Rumble (edizione 2024)
  - Women's Triple Crown Champion
  - Women's Grand Slam Champion
  - Slammy Award (2)
    - Double Cross of the Year (edizione 2020) - per aver tradito Sasha Banks
    - Social Media Superstar of the Year (edizione 2020)

  - NXT Year-End Award (2)
    - Female Competitor of the Year (edizione 2015)
    - Match of the Year (2015) - vs. Sasha Banks a NXT TakeOver: Brooklyn
- Wrestling Observer Newsletter
  - Most Improved (2015)[83]
  - Worst Feud of the Year (2018) - vs. Sasha Banks
  - Female Wrestler of the Year (2020)